# Shake It Up
Shake It Up is een televisieserie van Disney Channel. De serie wordt sinds 7 november 2010 in de Verenigde Staten uitgezonden en vanaf 2011 in een aantal Europese landen.
De hoofdrollen in de sitcom zijn weggelegd voor Zendaya als Rocky Blue en Bella Thorne als CeCe Jones. De bijrollen zijn Davis Cleveland, Roshon Fegan, Adam Irigoyen en Kenton Duty. Davis Cleveland speelt het irritante broertje van CeCe. Roshon Fegan speelt de grote broer van Rocky. Adam Irigoven speelt een vriend van CeCe en Rocky. Kenton Duty speelt een Duitse vijand van CeCe en Rocky. De leader is ingezongen door Selena Gomez.
Op 16 maart 2011 werd bekend dat de serie is verlengd met een tweede seizoen. De reeks ging op 8 maart 2011 in première op Disney Channel (Nederland/Vlaanderen). In Amerika kwam op 17 augustus 2012 de film Shake It Up: Made In Japan uit. Op 6 juni 2012 werd de reeks verlengd met een derde seizoen. Eind juli 2013 werd bekendgemaakt dat Shake It Up niet terugkeert voor een vierde seizoen.

## Rolverdeling

### Hoofdrollen
| Acteur/actrice    | Personage               | Periode                     |
| ----------------- | ----------------------- | --------------------------- |
| Zendaya           | Raquel "Rocky" Blue     | 2010-2013                   |
| Bella Thorne      | Cecelia "CeCe" Jones    | 2010-2013                   |
| Davis Cleveland   | Flynn Jones             | 2010-2013                   |
| Roshon Fegan      | Tyrone "Ty" Blue        | 2010-2013                   |
| Adam Irigoyen     | Martin "Deuce" Martinez | 2010-2013                   |
| Kenton Duty       | Günther Hessenheffer    | 2010-2012, 2013 (gast)      |
| Caroline Sunshine | Tinka Hessenheffer      | 2010-2011 (gast), 2011-2013 |

### Terugkerende rollen
| Acteur/actrice     | Personage     | Periode   |
| ------------------ | ------------- | --------- |
| R. Brandon Johnson | Gary Wilde    | 2010-2013 |
| Anita Barone       | Georgia Jones | 2010-2013 |
| Buddy Handleson    | Henry Dillon  | 2010-2012 |
| Ainsley Bailey     | Dina Garcia   | 2010-2013 |
| Renée Taylor       | Mrs. Loccasio | 2010-2013 |

## Nederlandse/Vlaamse versie
- Rocky - Charlotte Sas (seizoen 1-2), Tine Van den Wyngaert (seizoen 3)
- CeCe - Robin Virginie (seizoen 1), Pip Pellens (seizoen 2-3)
- Flynn - Noah Bosch (seizoen 1-2), Daniel Rampen (seizoen 3)
- Ty - Timo Descamps (seizoen 1-2), Jelle Cleymans (seizoen 3)
- Deuce - Job Bovelander
- Gunther - Jan Van Hecke
- Tinka - Aline Goffin
- Gary - Paul Disbergen

## Afleveringen
| Seizoen             | Afleveringen        | Uitgezonden       | Uitgezonden      |
| Seizoen             | Afleveringen        | Seizoenspremiere  | Seizoensfinale   |
| ------------------- | ------------------- | ----------------- | ---------------- |
| 1                   | 21                  | 7 november 2010   | 21 augustus 2011 |
| 2                   | 28                  | 18 september 2011 | 17 augustus 2012 |
| Film: Made in Japan | Film: Made in Japan | 17 augustus 2012  | 17 augustus 2012 |
| 3                   | 26                  | 14 oktober 2012   | 10 november 2013 |

## Prijzen
| Jaar | Prijs              | Categorie                                    | Door         | Resultaat   |
| ---- | ------------------ | -------------------------------------------- | ------------ | ----------- |
| 2011 | Young Artist Award | "Tv - Beste optreden in een televisieserie"  | Bella Thorne | gewonnen    |
| 2011 | Young Artist Award | "Tv - Beste televisieserie met jonge mensen" | Shake It Up  | genomineerd |